# Teorema di Hartogs (teoria degli insiemi)
In teoria degli insiemi, il Teorema di Hartogs, dimostrato dal matematico tedesco Friedrich Hartogs, afferma che l'assioma della scelta è equivalente alla condizione che, dati due insiemi qualsiasi {\displaystyle A} e {\displaystyle B,} si abbia sempre
{\displaystyle \operatorname {card} (A)\leq \operatorname {card} (B)\quad } oppure {\displaystyle \quad \operatorname {card} (B)\leq \operatorname {card} (A).}
Questo significa che, assumendo l'assioma della scelta, tutti gli insiemi hanno cardinalità comparabile, anche se infiniti.

## Dimostrazione
Dimostriamo che l'assioma della scelta implica che tutte le cardinalità sono comparabili. Siano {\displaystyle A} e {\displaystyle B} due insiemi e sia {\displaystyle (P,\leq )} un insieme parzialmente ordinato tale che:
- gli elementi di {\displaystyle P} sono terne {\displaystyle (X,f,Y)} ove {\displaystyle X\subset A,} {\displaystyle Y\subset B} e {\displaystyle f} è un'iniezione da {\displaystyle X} a {\displaystyle Y.}
- la relazione d’ordine {\displaystyle \leq } è la seguente: {\displaystyle (X,f,Y)\leq (X_{1},f_{1},Y_{1})} se e solo se {\displaystyle X\subset X_{1},} {\displaystyle Y\subset Y_{1}} e {\displaystyle f_{1}} ristretta a {\displaystyle X} è uguale a {\displaystyle f}.

Tale insieme non è vuoto in quanto l'insieme vuoto {\displaystyle \varnothing \subset A,} {\displaystyle \varnothing \subset B} ed esiste un'iniezione {\displaystyle v} tra {\displaystyle \varnothing } e {\displaystyle \varnothing ,} dunque {\displaystyle (\varnothing ,v,\varnothing )\in (P,\leq ).}
Sia {\displaystyle C} una catena di {\displaystyle (P,\leq )} tale che {\displaystyle (X_{1},f_{1},Y_{1})\leq (X_{2},f_{2},Y_{2})\leq \ldots \leq (X_{i},f_{i},Y_{i})\leq \ldots .} Siano
{\displaystyle W:=X_{1}\cup X_{2}\cup \cdots \cup X_{i}\cdots =\cup _{i}X_{i},}
{\displaystyle Z:=Y_{1}\cup Y_{2}\cup \cdots \cup Y_{i}\cdots =\cup _{i}Y_{i},}
e sia {\displaystyle g} la funzione da {\displaystyle W} a {\displaystyle Z} tale che se {\displaystyle x\in X_{i},} allora {\displaystyle g(x)=f_{i}(x).} Tale funzione è ben definita e iniettiva, {\displaystyle W\subset A} e {\displaystyle Z\subset B,} quindi {\displaystyle (W,g,Z)\in (P,\leq ).}
La terna {\displaystyle (W,g,Z)} è un maggiorante di {\displaystyle C}, infatti {\displaystyle X_{i}\subset W} e {\displaystyle Y_{i}\subset Z,} per ogni indice {\displaystyle i,} e {\displaystyle g} ristretto a {\displaystyle X_{i}} è uguale a {\displaystyle f_{i}} per definizione di {\displaystyle g}. Allora sono verificate le ipotesi del lemma di Zorn (che è equivalente all'assioma della scelta) ed esiste dunque un elemento massimale {\displaystyle (M,h,N).}
Dimostriamo allora che {\displaystyle M=A} oppure {\displaystyle N=B.} Supponiamo per assurdo che ciò sia falso, ossia che {\displaystyle M\neq A} e {\displaystyle N\neq B.} Si ha quindi che esistono {\displaystyle a\in A\setminus M} e {\displaystyle b\in B\setminus N.} Consideriamo allora {\displaystyle (M\cup \{a\},j,N\cup \{b\})}, ove {\displaystyle j(x)=h(x)} se {\displaystyle x\neq a,} altrimenti {\displaystyle j(x)=b}. La funzione {\displaystyle j} è iniettiva e dunque {\displaystyle (M\cup \{a\},j,N\cup \{b\})\in (P,\leq ).} Inoltre {\displaystyle M\subset M\cup \{a\}}, {\displaystyle N\subset N\cup \{b\}} e {\displaystyle j} ristretta a {\displaystyle M} è uguale a {\displaystyle h} per costruzione. Di conseguenza
{\displaystyle (M,h,N)\leq (M\cup \{a\},j,N\cup \{b\}),}
ma questo è assurdo poiché {\displaystyle (M,h,N)} è massimale. Ne consegue che {\displaystyle M=A} oppure {\displaystyle N=B,} è quindi vi è un'iniezione da {\displaystyle A} in un sottoinsieme di {\displaystyle B} o da {\displaystyle B} in un sottoinsieme di {\displaystyle A} e quindi {\displaystyle \operatorname {card} (A)\leq \operatorname {card} (B)} oppure {\displaystyle \operatorname {card} (B)\leq \operatorname {card} (A).}